# Roberto Onorati
Roberto Onorati (Roma, 5 febbraio 1966) è un dirigente sportivo ed ex calciatore italiano, di ruolo centrocampista.

## Carriera

### Giocatore

Onorati (in piedi, terzo da sinistra) alla Fiorentina nel 1989.

Cresciuto nel settore giovanile della Lazio e successivamente in quello della Lodigiani; fu lanciato in serie C2 dalla società biancorossa. Giocò nella Pistoiese, prima di salire agli alti livelli nella Fiorentina, come centrocampista di grande mobilità e buona tecnica. Ebbe una prima, felice esperienza nel Genoa, in rossoblù nella stagione 1988-89, quella della promozione in A con Franco Scoglio
.
Poi, dopo un campionato nell'Avellino, torna al Genoa, partecipando da titolare al ciclo di Osvaldo Bagnoli. Passa poi al Nizza, nella stagione 1996-97, in cui dimostra di essere almeno una spanna sopra al livello tecnico della squadra; da retrocesso, vince la Coppa di Francia, giocando bene la finale contro il Guingamp (1-1 e 4-3 ai rigori) e mettendo a segno uno dei rigori finali. In Francia chiude la carriera.

### Dirigente
Rimane al Nizza con incarichi manageriali, salvo poi essere rimosso nel giugno del 2000 ad opera della società che allora ne deteneva il possesso, la SAOS-OGCN, nel tentativo di risollevare le sorti del club. Successivamente ricopre il ruolo di direttore sportivo del Pisa, fino al settembre del 2005.

## Palmarès

### Competizioni nazionali
- Campionato italiano di Serie B: 1

Genoa: 1988-1989
- Coppa di Francia: 1

Nizza: 1996-1997

### Competizioni internazionali
- Coppa Anglo-Italiana: 1

Genoa: 1995-1996